# باب سوایکرت

## زندگی شخصی
رابرت چارلز سوایکرت در لس آنجلس قبل از جنگ جهانی دوم متولد شد. وقتی باب نوزاد بود مادرش با ناپدری‌اش که یک برق‌کار در ایالت کالیفرنیا بود، ازدواج کرده. باب در سال‌های اولیه نوجوانی خود با برادر ناتنی بزرگترش، اد، که در نیروی دریایی ایالات متحده فعالیت می‌کرد، بزرگ شد و سپس در سال ۱۹۴۲ در آغاز جنگ جهانی دوم برادرناتنی وی درگذشت. در آن سال هاخانواده او برای مدت کوتاهی به سانفرانسیسکو نقل مکان کردند، در آنجا در دبیرستان، با همسر آینده خود، دوری آشنا شد.

سوایکرت از ۱۶ سالگی بعد از مدرسه به عنوان مکانیک در نمایندگی محلی فورد در هیوارد کار می‌کرد. یک مکانیک با استعداد بالا، او اغلب در مسابقات خیابانی که در سراسر خلیج شرقی برگزار می‌شد پیروز می‌شد. 
رابرت چارلز سوایکرت (انگلیسی: Robert Charles Sweikert؛ زادهٔ ۲۰ مهٔ ۱۹۲۶ در لس آنجلس، کالیفرنیا، درگذشتهٔ ۱۷ ژوئن ۱۹۵۶ در سیلم، ایندیانا، ۱۶۰ کیلومتری ایندیاناپلیس) رانندهٔ مسابقات اتومبیل‌رانی اهل ایالات متحده آمریکا بود که از فصل ۱۹۵۰ تا ۱۹۵۶ در مجموع در هفت گراند پری از مسابقات جهانی فرمول یک شرکت کرد.
او در طول دوران فعالیت خود در فرمول یک، ۱ بار بر روی سکو رفت، مجموعاً ۱ بار به پیروزی دست یافت و ۸ امتیاز را نیز به نام خود به‌ثبت رساند.
سوایکرت در ۱۷ ژوئن ۱۹۵۶ بر اثر تصادف رانندگی به‌هنگام مسابقه در سیلم، ایندیانا، ۱۶۰ کیلومتری ایندیاناپلیس درگذشت.